# Américo (cantor)
Domingo Johny Vega Urzúa (Arica, Chile; 24 de dezembro de 1977), mais conhecido pelo seu nome artístico Américo (ex-Américo Jr.), é um cantor chileno de música tropical. Começou sua carreira em 1985, ficando conhecido como um dos líderes da banda Américo y la Nueva Alegría, após a qual lançou-se em carreira solo. É filho do cantor de bolero, Melvin Corazon Américo, que canta em dueto com sua esposa Marcela Toledo.

## Discografia
Álbuns
- La Plegaria de un Niño (1988)
- Tropicalmente (1994)
- Por Una Mujer (2004)
- Así Es (2008)
- A Morir (2008)
- Yo Soy (2010)